# Юй-бао, Гао
Гао Юй-бао (кит. 高玉宝; 6 апреля 1927 — 5 декабря 2019) — китайский писатель, известный автобиографическим романом «Гао Юй-бао». Основанный на событиях его детства во время японской оккупации, роман стал очень влиятельным в коммунистическом Китае. Был напечатан в более 6 миллионах экземплярах и переведен на более чем 20 языков. По одному из рассказов в романе сняли популярный мультфильм «Пение петуха в полночь». Злодей из этой истории, жадный помещик по прозвищу Чжоу Бапи («живодер Чжоу»), стал одним из самых известных злых помещиков в Китае.

## Ранние годы
Гао родился 6 апреля 1927 года в бедной крестьянской семье в деревне Суньцзятунь округа Фу (ныне Вафандянь), Ляонин, Китайская Республика, и рос во время японской оккупации . Он поступил в школу в возрасте восьми лет, но менее чем через месяц был вынужден бросить учебу ради работы. В девять лет его семья переехала в Далянь, где он также занимался работой. В 15 лет заменил своего больного отца на работе в медном руднике.
В ноябре 1947 года, после капитуляции Японии, Гао поступил на службу в Народно-освободительную армию и в следующем году вступил в Коммунистическую партию Китая. Во время гражданской войны в Китае Гао участвовал в кампании Ляошэнь, кампании Пинцзинь и битве при Хенбао, был награжден шесть раз.

## Карьера
Необразованный и почти неграмотный, Гао начал учиться читать и писать, находясь в армии, и вскоре начал писать автобиографический роман «Гао Юй-бао». В своей рукописи, которая сейчас выставлена в Военном музее Китайской Народной Революции, он рисовал картинки и символы, изображающие персонажей, которых не мог описать. В январе 1951 года он завершил первый черновик романа, который содержал более чем 200 000 знаков. После большой редактуры книга была опубликована в 1955 году.
Из-за неграмотности Гао большую часть книги за него написал армейский писатель Го Юнцзян (郭永江), который также был известен под псевдонимом Хуан Цао (荒草). В письме другому писателю Го сказал, что написал 13 глав в Гао Юй-бао . Эта история напоминает о популярном советском романе «Как закалялась сталь».
В 1954 году Гао поступил в китайский университет Жэньминь для получения формального образования. В 1962 году он окончил университетский факультет журналистики и стал штатным военным писателем в Шэньянском военном округе в звании командира дивизии. В последующие десятилетия он писал романы, такие как «Я солдат» и «Продолжение Гао Юй-бао», а также эссе, рассказы, репортажную литературу и стихи. Выступал с мотивационными лекциями, дав более чем 5 тысяч выступлений перед 5 миллионами человек.
Умер в Даляне 5 декабря 2019 года в возрасте 92 лет.

## Влияние и критика
Роман «Гао Юй-бао» имел большое влияние в коммунистическом Китае. Он был переведен на 7 языков китайских меньшинств и 15 иностранных языков, и в течение последующих 50 лет был напечатан в более чем шести миллионах экземплярах. Два коротких рассказа из романа под названием «Вороны петуха в полночь» и «Я хочу пойти в школу» включались в учебники для начальных школ в Китае.
По рассказу «Пение петуха в полночь» сняли популярный мультфильм. Злодей из этой истории — помещик по имени Чжоу Чуньфу (周春富). Известный по прозвищу Чжоу Бапи («живодер Чжоу») в рассказе, он стал одним из самых известных злых помещиков в коммунистическом Китае. Гао заявлял, что эта история основана на его реальном жизненном опыте. Чжоу Чуньфу был реально существующим землевладельцем в родной деревне Гао, которого избили до смерти во время китайской земельной реформы в конце 1940-х годов. Однако, по словам Мэн Линцяню, правнука Чжоу, злые дела, приписываемые Чжоу, были в основном вымышлены, а настоящий Чжоу даже не входил в 2000 самых богатых помещиков в округе Фу. Тем не менее известность вымышленного Чжоу Бапи вызывала серьезные трудности у потомков Чжоу Чуньфу в период маоистского Китая.